# Parque eólico marino Dieppe-Le Tréport
El parque eólico marino Dieppe-Le Tréport es un proyecto situado en el Canal de la Mancha, en Francia, a unos 15,5 km de Le Tréport y 17 km de Dieppe. El parque eólico marino es uno de los seis proyectos eólicos fijos lanzados por el Estado francés en 2014. Se compone de 62 aerogeneradores de 8 MW y se espera que alcance una potencia de 496 megavatios. El proyecto, que será una realidad en 2026, cuenta con el apoyo de varias empresas: Engie, EDP Renewables, Sumitomo y la Caisse des Dépôts et Consignations.

## Historia
El proyecto ganó la segunda convocatoria de licitación lanzada por el Estado francés en junio de 2014. Un debate público,  organizado por la Comisión Nacional de Debate Público, se celebró entre abril y julio de 2015. Luego se organizó una consulta posterior al debate público  entre abril de 2016 y septiembre de 2018.
En octubre de 2017, el consejo de administración del Parque Natural de los Estuarios de Picardía y del Mar de Ópalo emitió un dictamen desfavorable. En febrero de 2018, la Agencia Francesa para la Biodiversidad emitió un dictamen favorable con reservas, que obligó a los responsables del proyecto a realizar varias modificaciones. En agosto de 2018, la Autoridad Ambiental emitió un dictamen deliberativo, señalando varias deficiencias y emitiendo recomendaciones. El proyecto recibió finalmente las autorizaciones  de los prefectos de la Región de Normandía y los departamentos de Sena Marítimo y Somme el 26 de febrero de 2019.